# Cueva del Chiquihuite
La Cueva de Chiquihuite  es un yacimiento arqueológico en México, excavado desde 2012 por un equipo integrado por una treintena de investigadores de diferentes países, dirigido por Ciprian Ardelean de la Universidad Autónoma de Zacatecas. Se encuentra a 2.740 m s. n. m. en la Sierra de El Astillero. El sitio fue visitado ocasionalmente en el pasado lejano, tal vez utilizado como refugio durante inviernos severos.
El sitio produjo alrededor de 1.900 artefactos de piedra, dentro de una secuencia estratificada de 3 m de profundidad, revelando una industria lítica previamente desconocida, que experimentó solo cambios menores durante milenios. 239 de los artefactos estaban incrustados en capas de grava datadas entre 25,000 y 32,000 años AP. Más de 50 dataciones por radiocarbono y luminiscencia proporcionaron el control cronológico. Los datos genéticos, paleoambientales y químicos documentan los entornos cambiantes en los que vivían los ocupantes. Los resultados proporcionan nueva evidencia de la antigüedad de los humanos en las Américas, ilustran la diversidad cultural de los primeros grupos de dispersión anteriores a la cultura Clovis y abren nuevas direcciones de investigación.